# セーヌ＝サン＝ドニ県
セーヌ＝サン＝ドニ県（セーヌ＝サン＝ドニけん、Seine-Saint-Denis）は、フランスのイル＝ド＝フランス地域圏の県である。県庁所在地はボビニー。県内には地名の由来となったサン＝ドニ大聖堂を擁するサン＝ドニがある。同地には1998 FIFAワールドカップのスタジアムとしてスタッド・ド・フランスが建設された。

## 地理

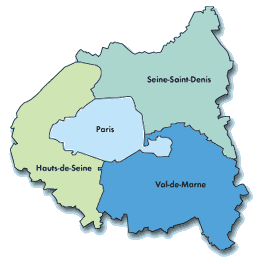
パリ周辺の県

セーヌ＝サン＝ドニ県は、パリの北東部に位置する。その面積は約236平方キロメートルであり、フランスの県のうちでも小さい部類に入る。同様に小さな県であるオー＝ド＝セーヌ県及びヴァル＝ド＝マルヌ県とともに、パリの街を取り囲んでおり、この3県はパリの「小さな王冠」《la petite couronne》と呼ばれている。

### 水運
北西部においては、セーヌ川が境界となっている。
ウルク運河及びサン・ドニ運河が19世紀初頭に造られたほか、ヴェール＝シュル＝マルヌとヌイイ＝シュル＝マルヌとの短絡及び灌漑を目的として、1865年にシェル運河が開削された。

### 気候
セーヌ＝サン＝ドニ県の気候は、パリの気候に似ている。すなわち、西岸海洋性気候に属し、暖流である北大西洋海流の影響で高緯度の割には温暖である。
夏は平均気温が18度で、冷涼で乾燥しており過ごしやすく、冬も平均気温が6度程度と比較的温暖である。
年間降水量は647 mm ほどであり、それほど多くはない。

## 歴史

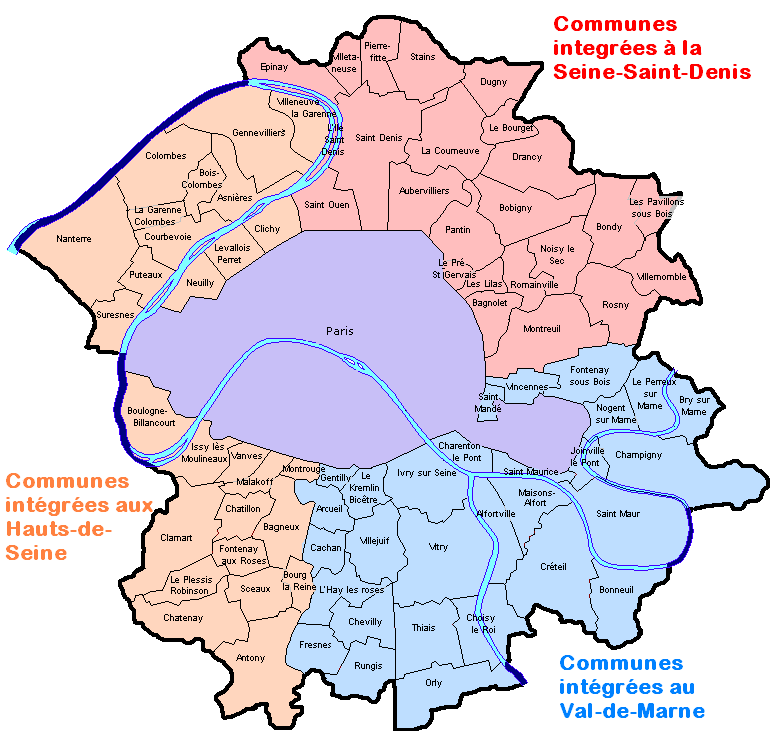
廃止当時の旧セーヌ県。セーヌ＝サン＝ドニ県は旧セーヌ県の北部のコミューンを引き継いでいる。

旧セーヌ県（濃茶色の部分）及び旧セーヌ＝エ＝オワーズ県（茶色の部分）を再編して、新たにパリ、セーヌ＝サン＝ドニ県、 オー＝ド＝セーヌ県、ヴァル＝ド＝マルヌ県、エソンヌ県、イヴリーヌ県及びヴァル＝ドワーズ県が設置された。

セーヌ＝サン＝ドニ県は、1964年7月10日の法律及び1965年2月25日のデクレの施行によって、1968年1月1日に設置された。現在の県北西部（サン＝ドニ郡及びボビニー郡）はかつてのセーヌ県 の24コミューンで、現在の県東部（ランシー郡）はかつてのセーヌ＝エ＝オワーズ県の16コミューンである。
セーヌ＝サン＝ドニ県の設置は、パリ市を含むセーヌ県及びこれを取り巻くセーヌ＝エ＝オワーズ県を同時に廃止して、パリ市を独立させた上で、両県にまたがるパリ周辺部を再編することによって実現された。このような地域の分断は、多かれ少なかれ、ド・ゴールの政策実施の大きな障害（フランス共産党）が存在した特定の場所の特定の時代（フランス第五共和政移行期）における特定の政治勢力（ゴーリズム）の意図によってのみ、理由を説明することができる。
すなわち、フランス共産党は、1935年の地方選挙から「小さな王冠」の「赤いベルト」の各自治体において党勢を拡大させていたが、さらに支持を得、数次にわたってセーヌ県県議会議長の座を保持し続けていた。そこで、このような政局を解消するため、保守系政党によって、暗黙の譲歩としてのセーヌ＝サン＝ドニ県が設置され、そこがフランス共産党に領土として与えられたのである。
このような譲歩は、結果として、最も重要な都市開発（特にラ・デファンスやクレテイユ）が予定され、かつ、パリ近郊におけるフランス共産党の影響を低下させるために計画された、郊外の他2県（オー＝ド＝セーヌ県及びヴァル＝ド＝マルヌ県）の設置を容易にした。
もっとも、セーヌ＝サン＝ドニ県の微妙な県域設定には、人民戦線の時代から赤いベルトの核心であったセーヌ県の旧自治体に、左翼議員（特に共産主義者）を選出する可能性が低いことで有名なセーヌ＝エ＝オワーズ県の自治体を組み合わせることで、共産党の影響力を他の2県のように緩和するという、保守派の思惑もあった。
2024年パリオリンピック、2024年パリパラリンピックでは、県内に選手村が設けられた。大会終了後は、住宅地として利用される予定で、2,800戸を擁する新しいエコ街区が誕生する予定。

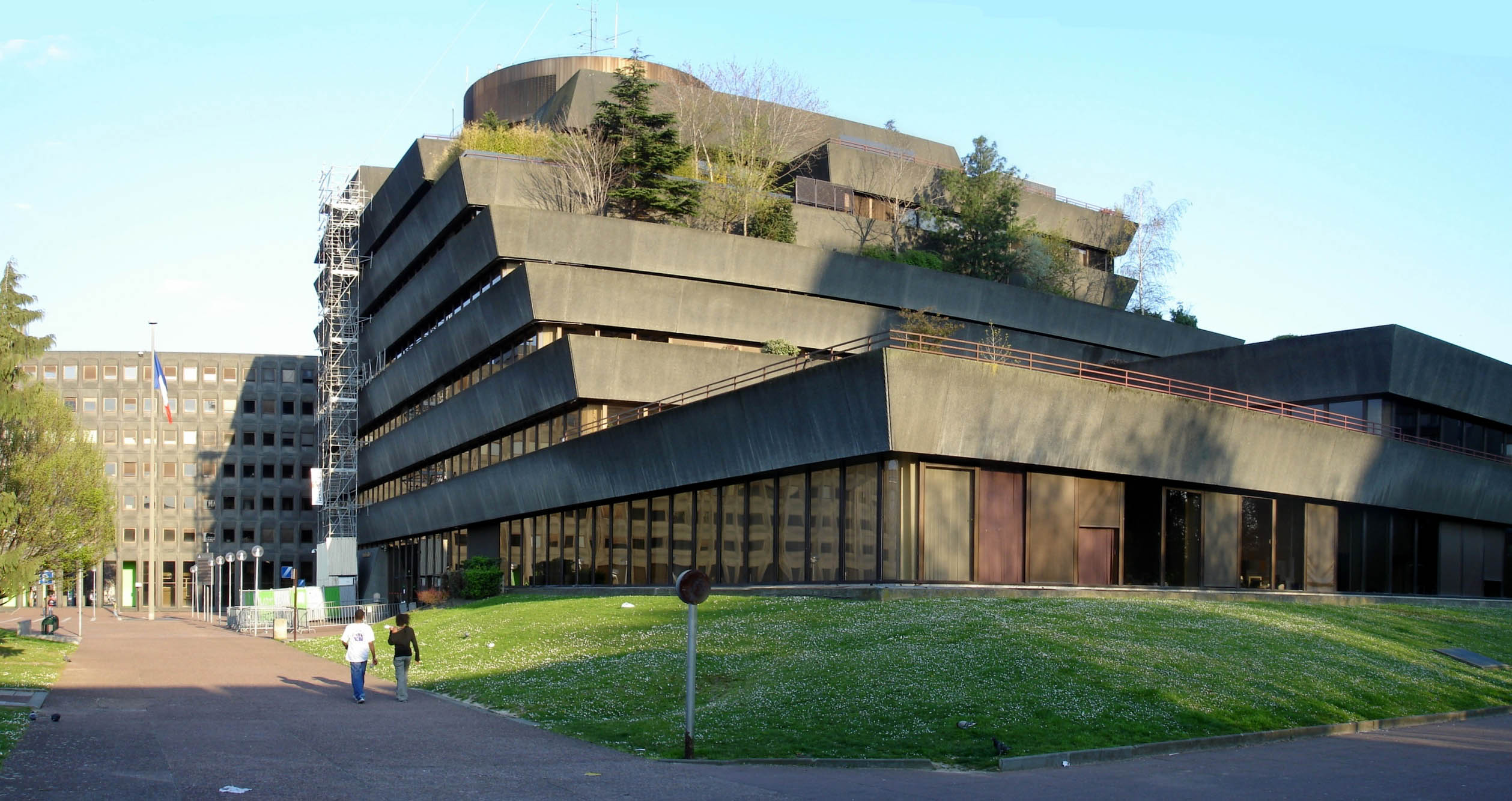
県庁（ボビニー）.
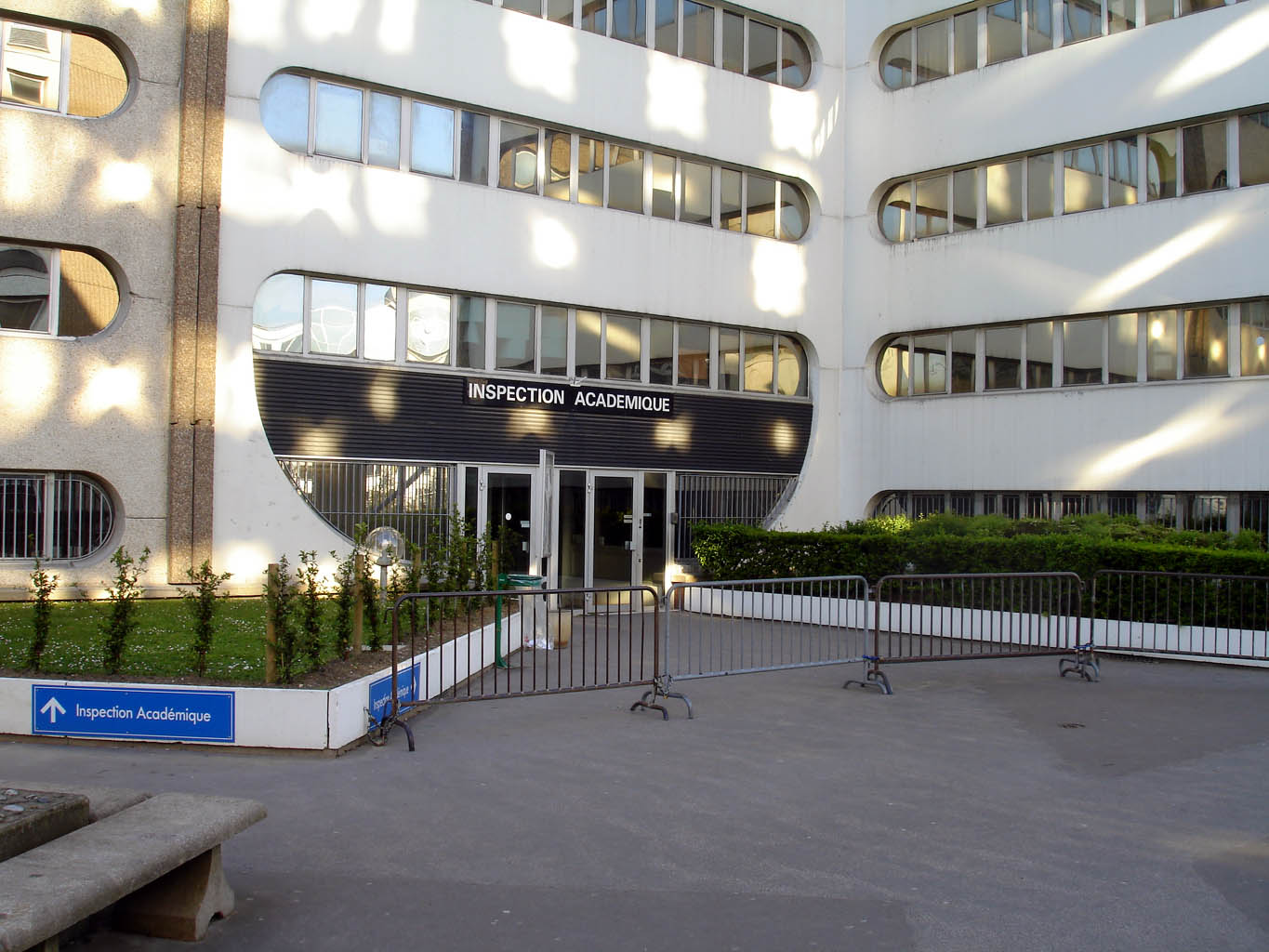
大学区視学官庁舎（ボビニー）
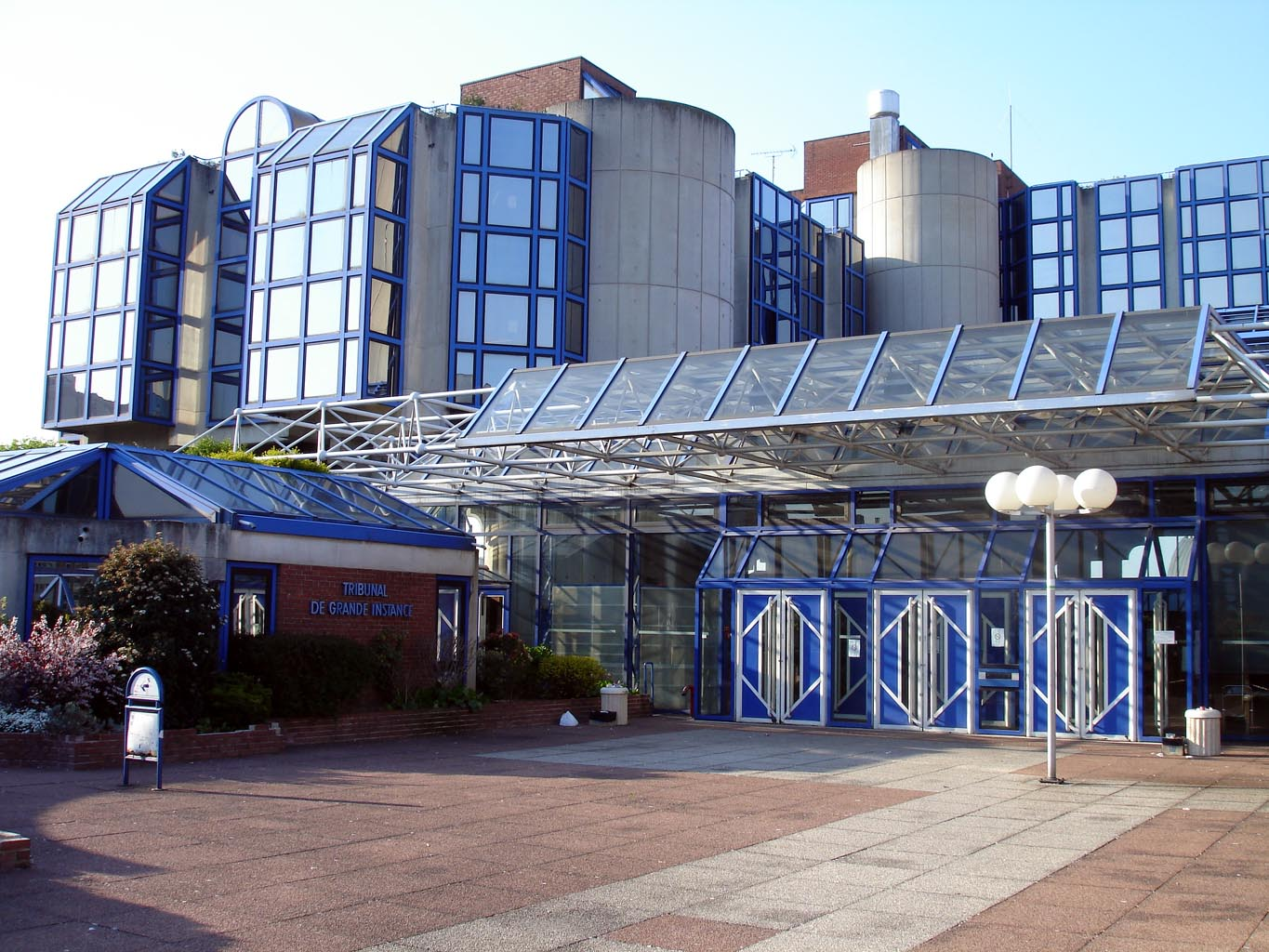
ボビニー大審裁判所
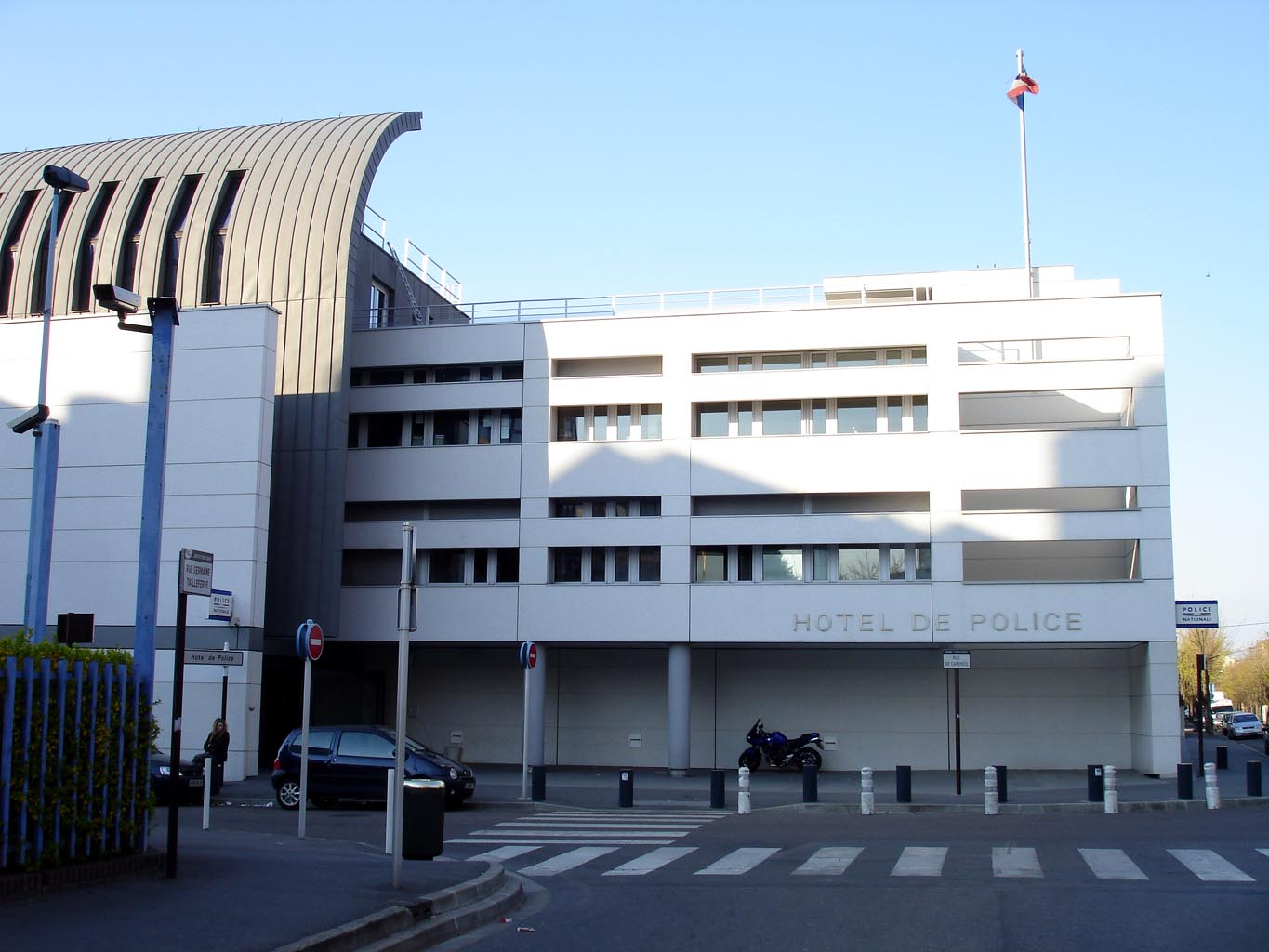
警察署（ボビニー）
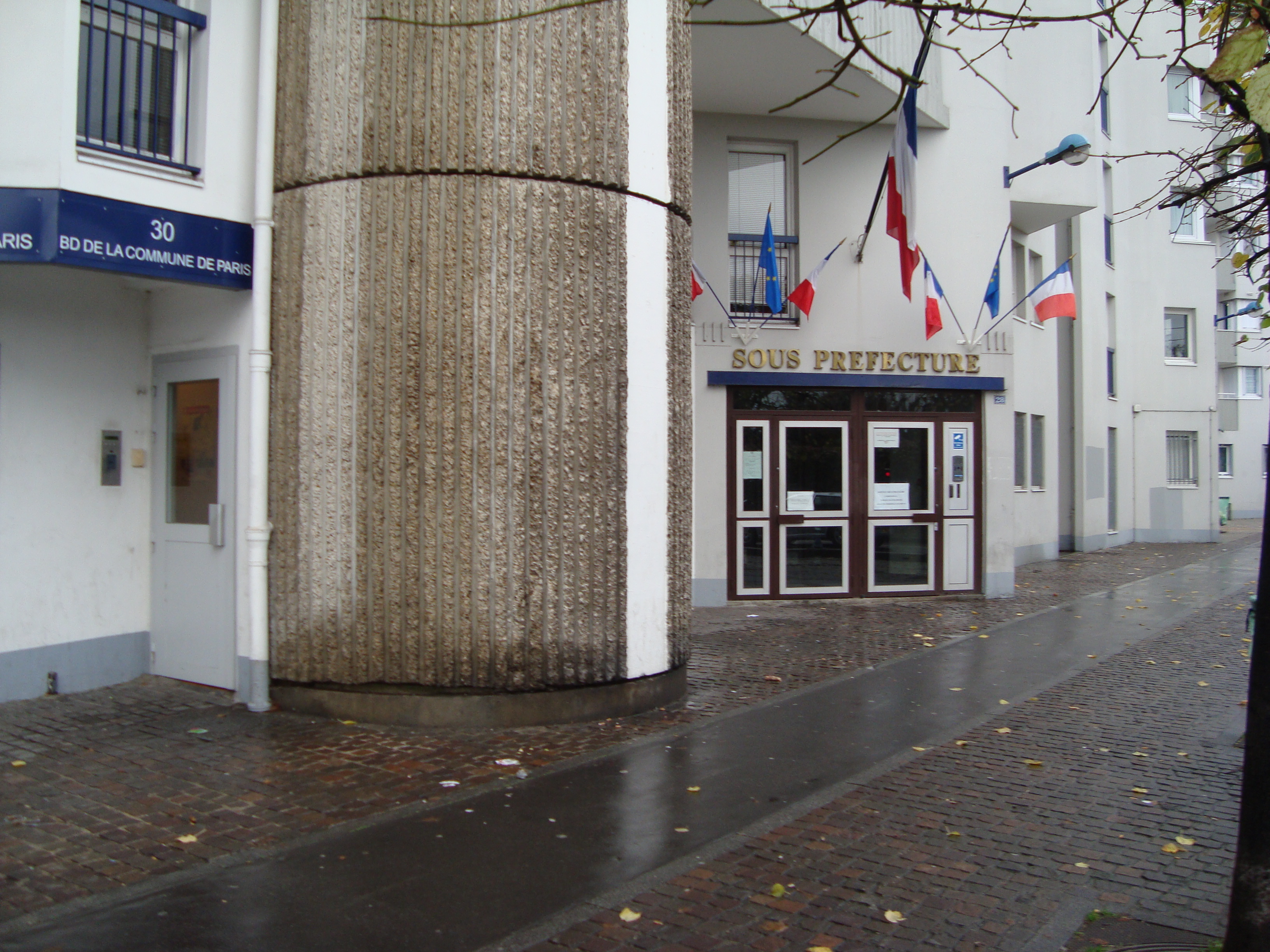
サン＝ドニ郡庁

## 行政区画
セーヌ＝サン＝ドニ県は3つの郡、40のコミューンで構成されている。
| ■サン＝ドニ郡 | ■ボビニー郡 | ■ランシー郡 |
| --- | --- | --- |
| 1. サン＝トゥアン 2. オーベルヴィリエ 3. サン＝ドニ 4. リル＝サン＝ドニ 5. エピネー＝シュル＝セーヌ 6. ヴィルタヌーズ 7. ピエールフィット＝シュル＝セーヌ 8. スタン 9. ラ・クールヌーヴ | 1. デュニー 2. ル・ブルジェ 3. ドランシ 4. ボビニー 5. ボンディ 6. レ・パヴィヨン＝スー＝ボワ 7. ノワジー＝ル＝セック 8. ロマンヴィル 9. パンタン 10. ル・プレ＝サン＝ジェルヴェ 11. レ・リラ 12. バニョレ 13. モントルイユ 14. ロニー＝スー＝ボワ 15. ヴィルモンブル | 1. ヌイイ＝プレザンス 2. ヌイイ＝シュル＝マルヌ 3. ノワジー＝ル＝グラン 4. グルネー＝シュル＝マルヌ 5. ガニー 6. ル・ランシー 7. クリシー＝ス＝ボワ 8. モンフェルメイユ 9. クブロン 10. ボージュール 11. リヴリー＝ガルガン 12. スヴラン 13. オルネー＝スー＝ボワ 14. ル・ブラン＝メニル 15. ヴィルパント 16. トランブレ＝アン＝フランス |

## 交通

### 鉄道
パリ-リール間、パリ-ストラスブール間、パリ-ミュルーズ間の各路線やグランド・サンチュールなどの重要な鉄道路線がセーヌ＝サン＝ドニ県内を通過する。
貨物輸送に限定されているグランド・サンチュール以外の、上記各路線は、TGV、トランジリアン（近郊列車）、グランド・リーニュ（長距離列車）やRERに用いられている。
また、トラム (パリ)やパリから延びるメトロ (パリ)も走っている。

### 水運
ウルク運河、サン＝ドニ運河、シェル運河、セーヌ川及びマルヌ川 (フランス)の5つの水路がある。

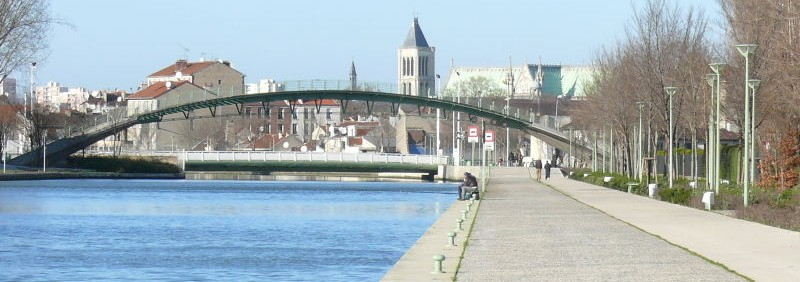
サン＝ドニ運河（サン＝ドニ）（中央奥はサン＝ドニ大聖堂）

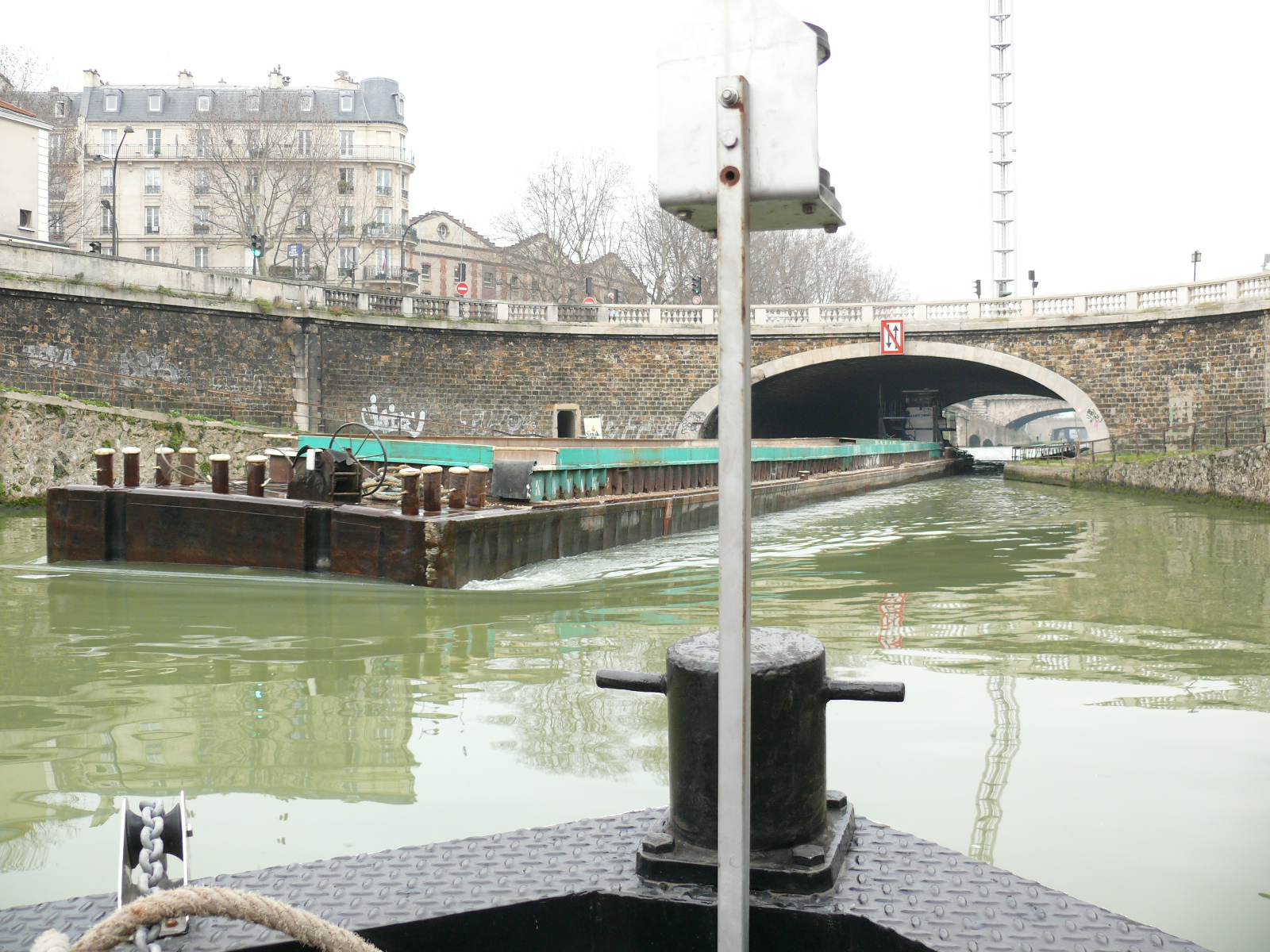
サン＝ドニ運河
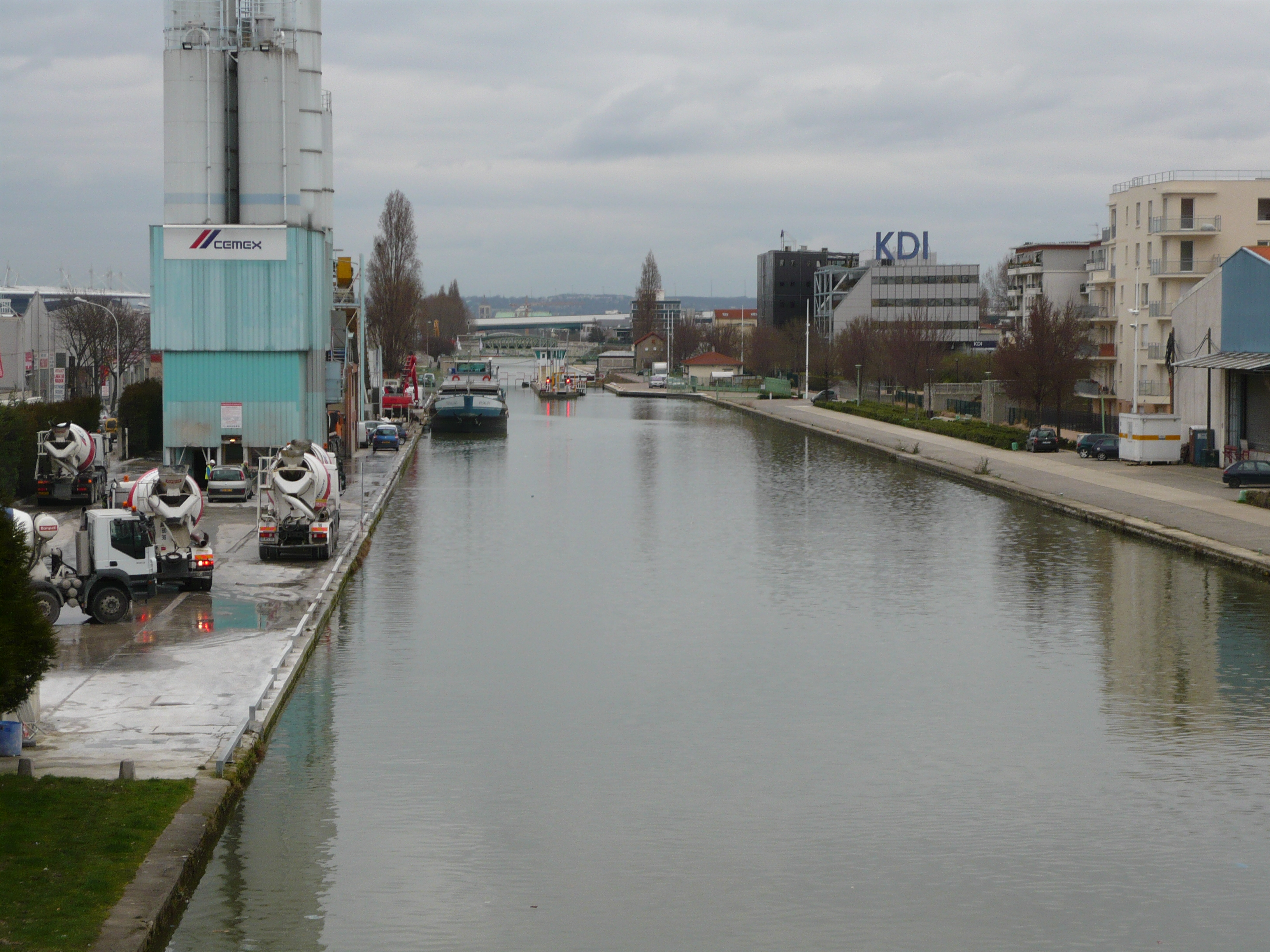
サン＝ドニ運河（オーベルヴィリエ）
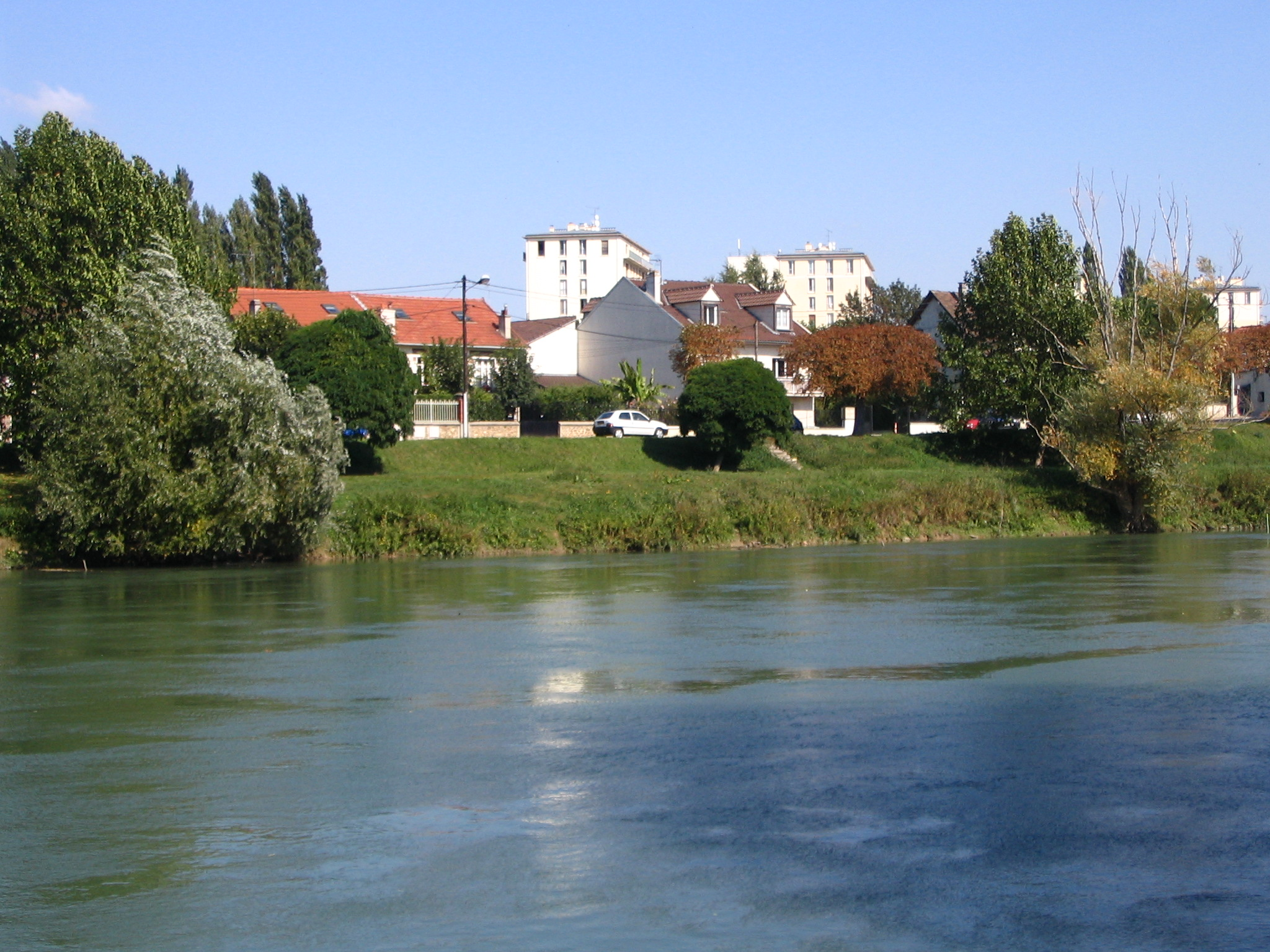
マルヌ川 (フランス)（グルネー＝シュル＝マルヌ）
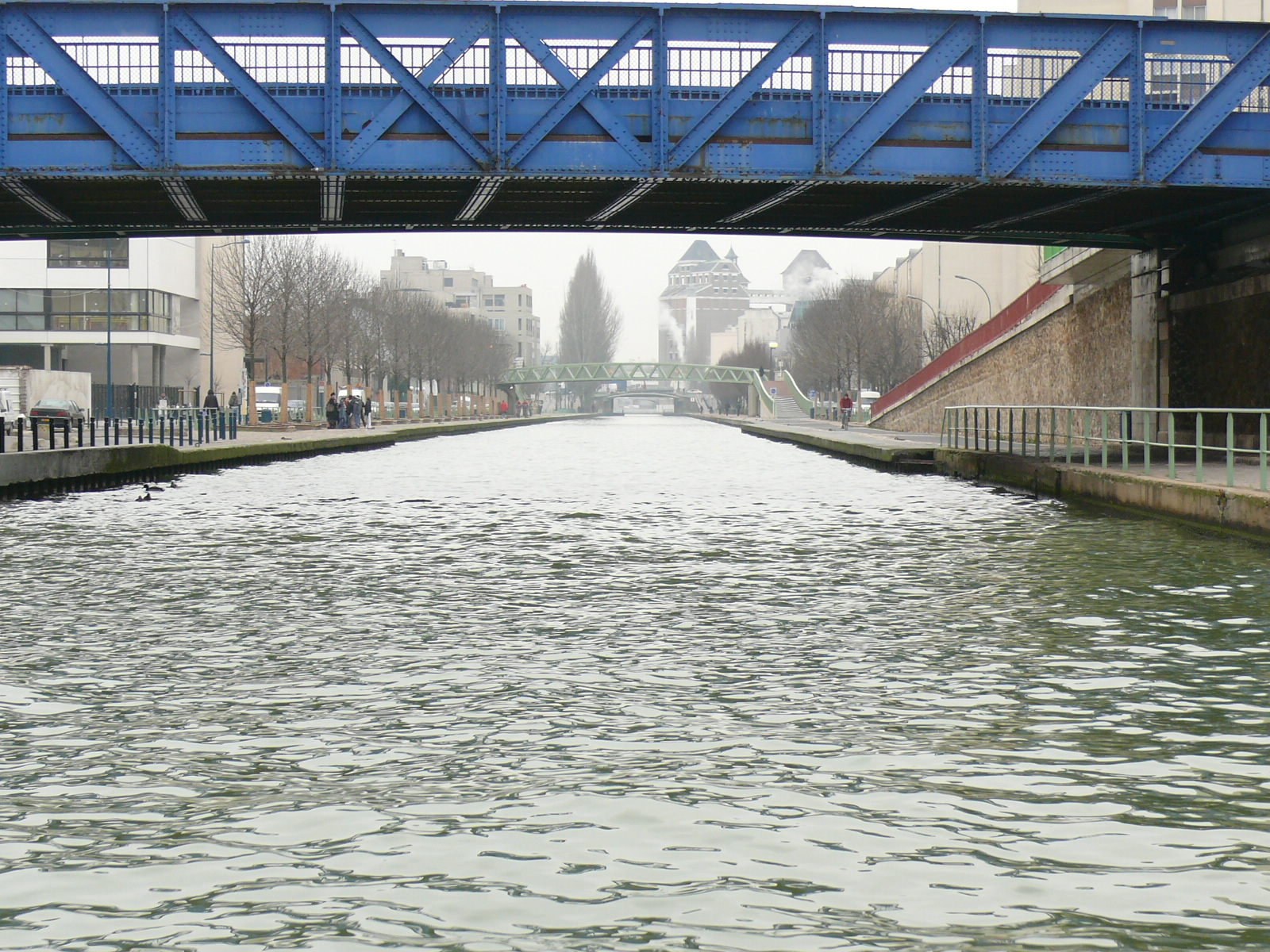
ウルク運河（パンタン）（奥はパンタンの大風車のシルエット）
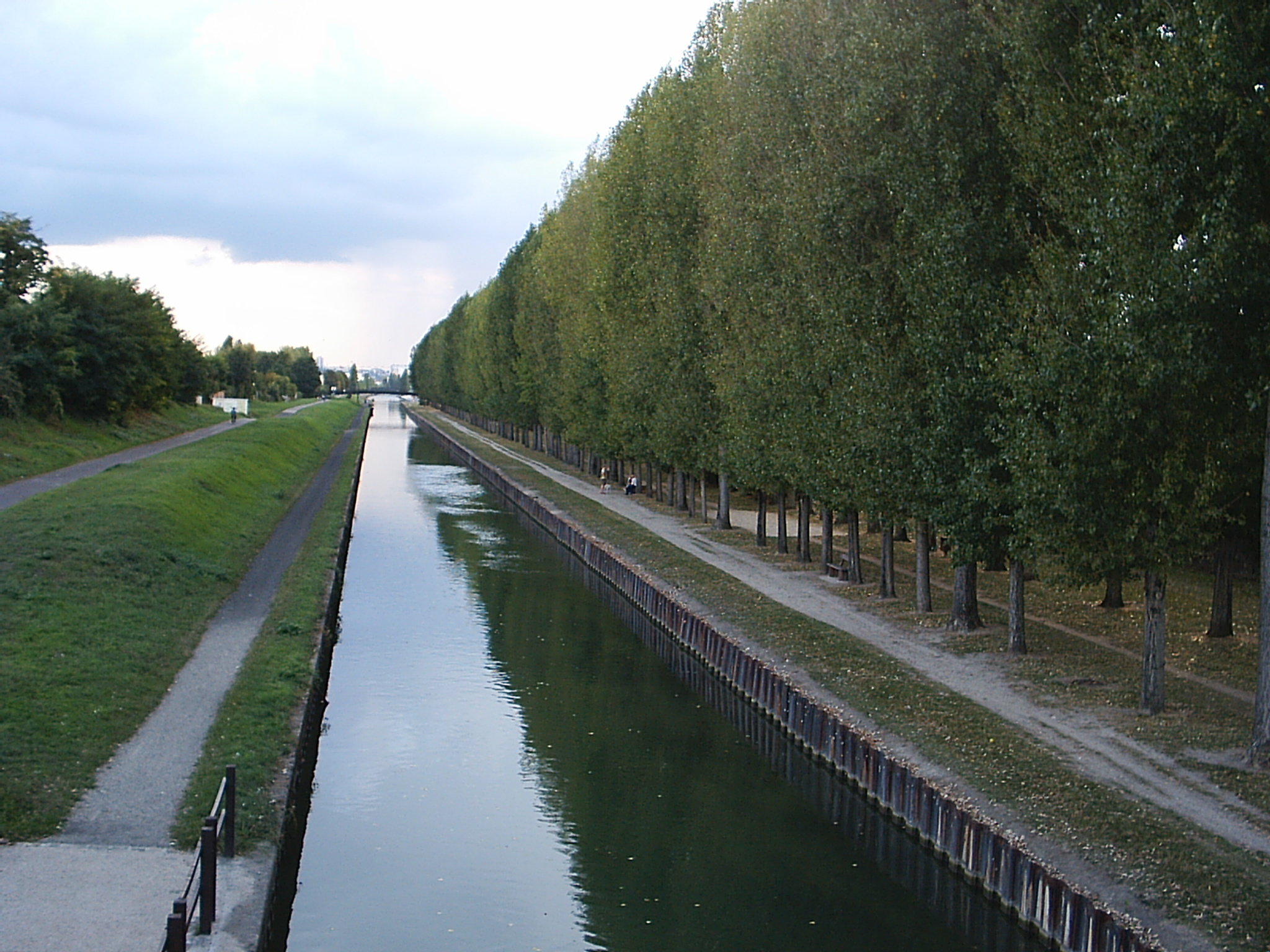
ウルク運河（オルネー＝スー＝ボワ）

### 空港
シャルル・ド・ゴール空港及びル・ブルジェ空港がある。

## 経済

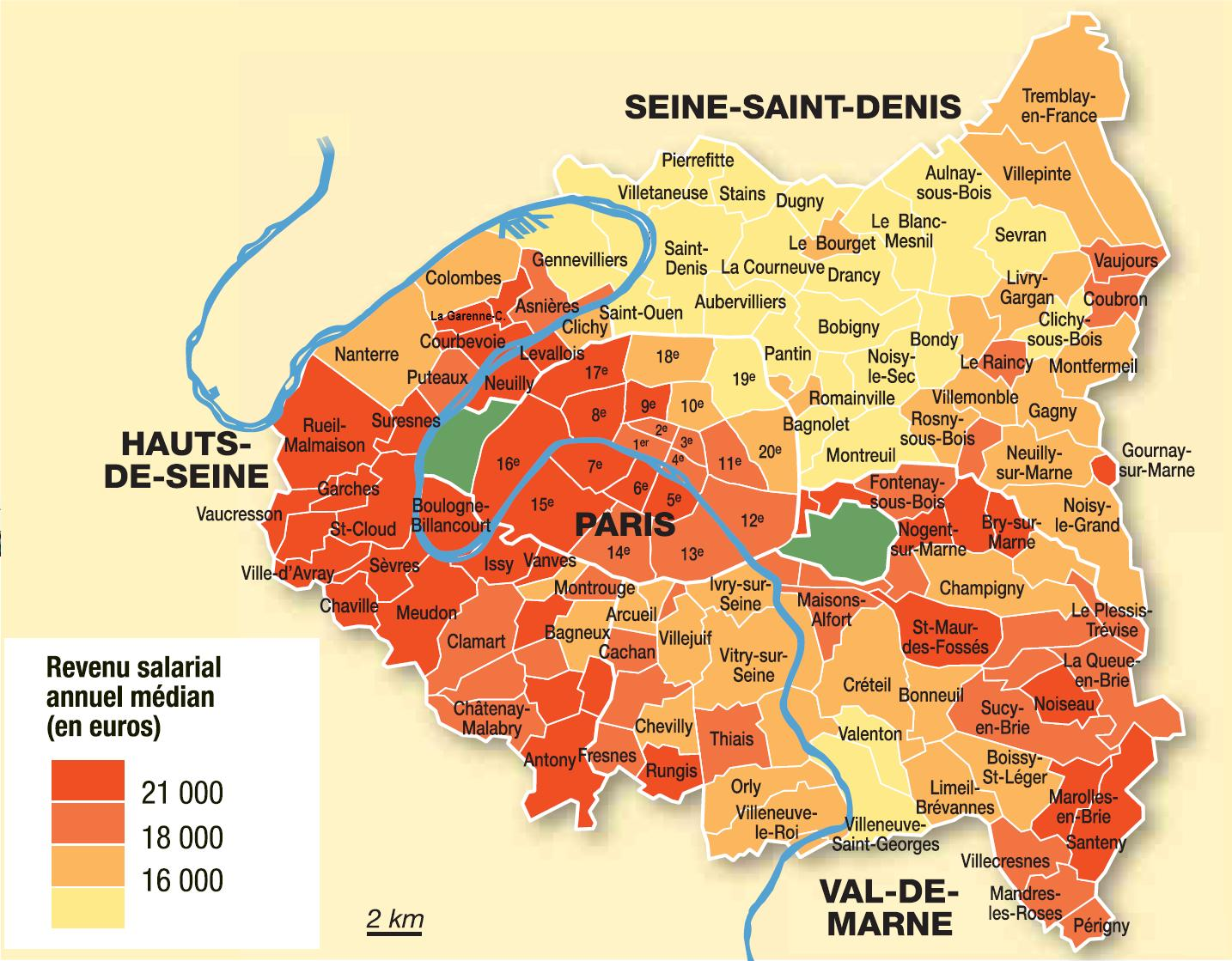
パリ周辺の地区毎の年間平均所得の分布

近年では、近隣の県と比べて低レベルな教育に起因して失業率が上がっている（2007年8月現在で10.7%）。
もっとも、工業危機が生じた1970年代におけるセーヌ＝サン＝ドニ県は、卓越した領域がしばしば見過ごされていたものの、活発な県のうちの一つであった。
セーヌ＝サン＝ドニ県のGDPは2005年に406億7600万ユーロに達し、フランス国内で7位となった。住民1人あたりのGDPは2万7420ユーロであるが、これはフランスの全国平均（2万7723ユーロ）よりもわずかに低いだけで、県別で14位であった。

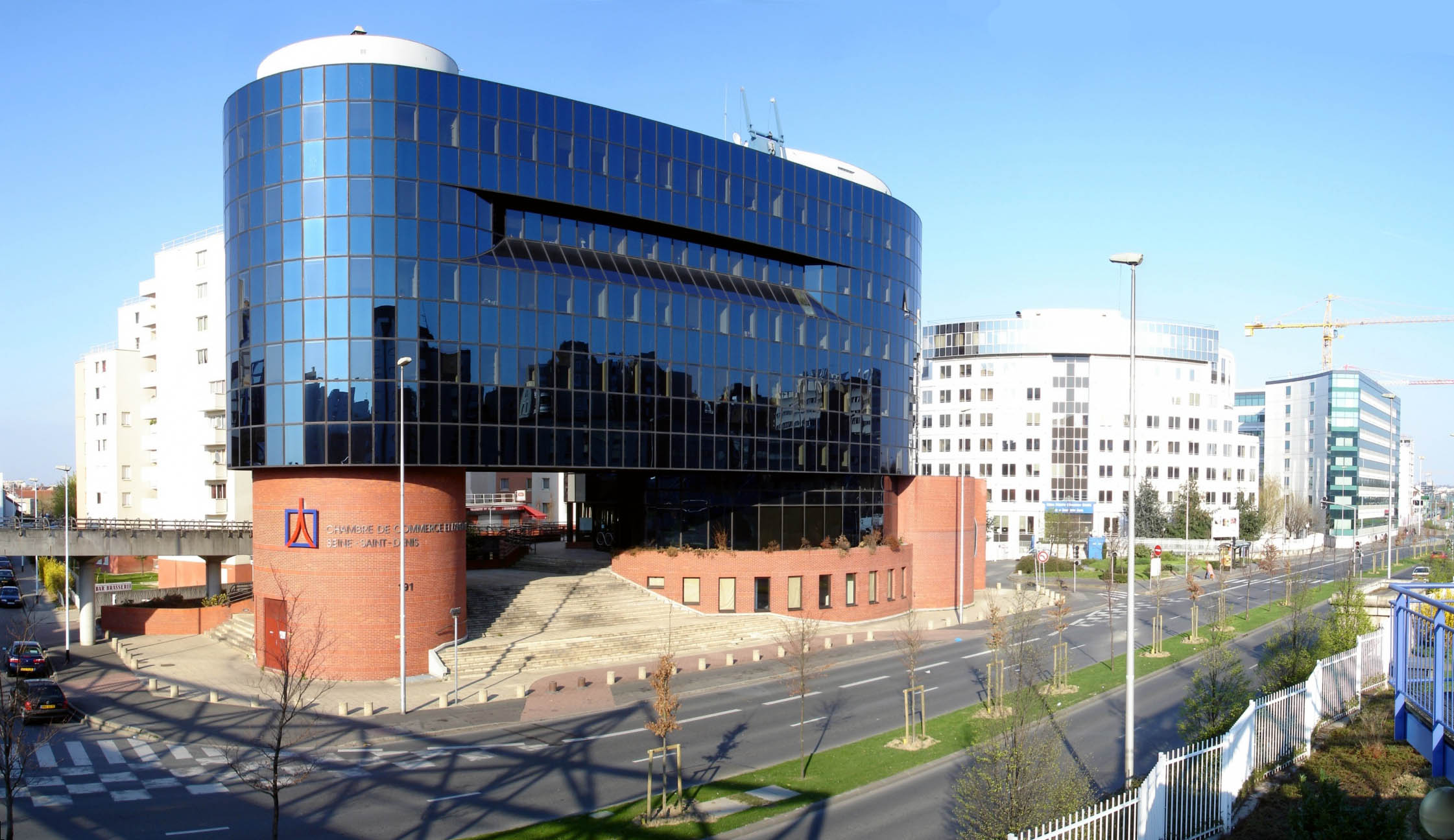
セーヌ＝サン＝ドニ商工会議所（ボビニー）

### 商業地
セーヌ＝サン＝ドニ県内には6つの商業地等がみられる。
- シャルル・ド・ゴール空港地区
- サン・ドニ平野 (La Plaine Saint-Denis) 地区

　　サン＝ドニ、オーベルヴィリエ及びサン＝トゥアン
- セーヌ＝サン＝ドニ中央地区

　　パンタン、ボビニー、ロマンヴィル及びノワジー＝ル＝セック（研究開発、オフィスエリア、公的機関、工業）
- ル・ブルジェ空港地区

　　オルネー＝スー＝ボワ、ル・ブラン＝メニル
- モントルイユ・ロニー＝スー＝ボワ・バニョレ地区
- マルヌ＝ラ＝ヴァレ地区

　　ノワジー＝ル＝グラン

## 人口及び住宅

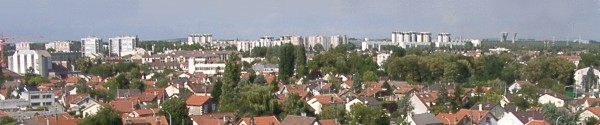
オルネー＝スー＝ボワの集合住宅の風景

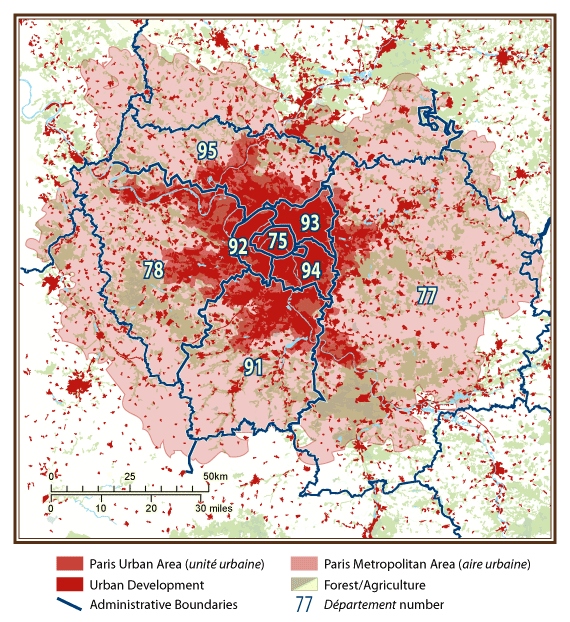
パリ周辺の人口分布図

人口は152万2048人（2010年1月1日現在）であるが、1999年当時は138万2861人であった。
2007年においては人口の27.7%が20歳未満であった。
40のコミューンで最も人口が多いのは、サン＝ドニの10万6785人である。
2008年の乳児死亡率は、1000人あたり5.9人と、フランス本土では高い部類である。

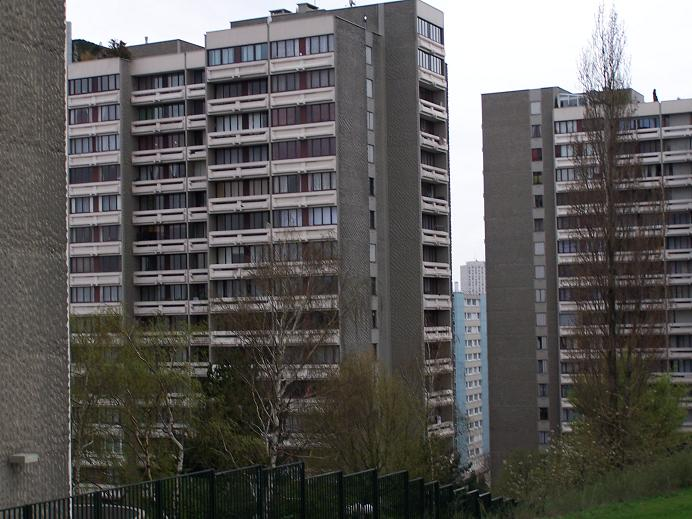
農村人口の大量流出、ピエ・ノワールの帰国、工場労働者の住宅難等を原因として、セーヌ＝サン＝ドニ県は多くの住民を受け容れた。
住宅需要はしばしば県境を区切る低家賃住宅としての住宅団地（grand ensemble）によって満たされた。
カプシュルリ通りの住宅棟（バニョレ）

移住者のための巨大な住宅団地は、特に二つの世界大戦後に建設され、スペイン人とイタリア人が1920年から1940年の間に、マグリブ等の北アフリカ人が第二次世界大戦後に、ポルトガル人と近年は中国人、トルコ人あるいはサハラ砂漠よりも南のアフリカ諸国からの移民が入居している。このような傾向は、1970年代初頭まで、パリの工場に働きにやってきたフランス国内（ブルターニュ、バスク、リムーザン、オーヴェルニュ、フランドル、エノー、アルザス＝ロレーヌなど）からの移住者を伴っていたことが特筆される。
| 1 249 606                                     | 1 322 127 | 1 324 301 | 1 381 197 | 1 382 928 | 1 491 972 | 1 522 048 |
| 出典 : 1968-2010 recensements Source : Insee. |           |           |           |           |           |           |

| 19 % | 27 % | 34 % | 42 % | 50 % | 57 % |
| 出典: Audition de Template:Mme Tribalat devant la commission du Sénat (janvier 2011) Source : Senat.fr. |      |      |      |      |      |

## 治安
パリ、オー＝ド＝セーヌ県及びヴァル＝ド＝マルヌ県と同様にパリ警視庁の管轄下にある。

### 犯罪
セーヌ＝サン＝ドニ県の犯罪（重罪及び軽罪）発生率は、2010年当時、人口1000人当たり91.1件であった。
フランス国内の平均は人口1000人当たり62.17件であるが、近隣のオー＝ド＝セーヌ県では60.5件、ヴァル＝ド＝マルヌ県では66件、ヴァル＝ドワーズ県では66件である。
フランス国内の暴力発生率に関する統計上、ワースト10にセーヌ＝サン＝ドニ県内のコミューンが8つ（サン＝ドニ、サン＝トゥアン、モンフェルメイユ、スタン、ラ・クールヌーヴ、オーベルヴィリエ、オルネー＝スー＝ボワ及びボビニー）含まれている。
中でもサン＝ドニは、フランス国内はもとよりヨーロッパにおいても暴力発生率が高い部類に入る。
パリでは、2008年の強姦事件数が1413件で発生率が0.6 ‰と2番目の高率であったが、セーヌ＝サン＝ドニ県では、730件で0.5 ‰と16番目の高率である。
身体的暴行に関しては、セーヌ＝サン＝ドニ県では2万3128件であったのに対し、パリでは2万7857件であった。暴行を行うとの脅迫に関しては、2008年において、セーヌ＝サン＝ドニ県では3839件確認されたのに対し、パリでは5165件であった。
2008年の財産犯（窃盗、器物汚損、器物破壊）に関して、セーヌ＝サン＝ドニ県は、ブーシュ＝デュ＝ローヌ県及びパリに次ぐワースト3であった。

### 交通事故
|                   | 2004 | 2005 | 2006 |
| ----------------- | ---- | ---- | ---- |
| 0身体接触事故     | 2700 | 2736 | 2787 |
| 0傷害が生じた事故 | 3193 | 3177 | 3297 |
| 0死亡事故         | 48   | 46   | 39   |

### 刑事施設
拘置所・刑務所（ヴィルパント）収容可能人員は 588 人。成人男性と少年を収容している。セーヌ＝サン＝ドニ拘置所・刑務所は、1991年、ヴィルパントの"Les Fossettes"（へこみ）と呼ばれる場所に設置された。ポントワーズ（1990年、ヴァル＝ドワーズ県）やナンテール（1991年オー＝ド＝セーヌ県）の各拘置所・刑務所と同様に、イル・ド・フランスにおける刑事施設被収容者人員の過剰に対応するために、ジャック・シラク首相(1986-1988)当時に設置が決まった。
ガニー半自由センター収容可能人員は 48 人。1986年設置 : 受刑者を社会内で労働させつつ、夜間等は施設内で拘禁する矯正施設である。

## 出身者
- キリアン・エムバペ（サッカー選手） - ボンディ
- アルフレッド・ド・ミュッセ（ロマン主義作家、詩人） - サン＝ドニ
- ポール・エリュアール（シュルレアリスム詩人、レジスタンス活動家） - サン＝ドニ
- アンリ・ドカエ（撮影監督、ヌーヴェルヴァーグ映画） - サン＝ドニ
- ジャンヌ・パキャン（クーチュリエ） - サン＝ドニ
- クリストフ・ティオゾ（ボクサー） - サン＝ドニ
- ミリアム・ラマール（女性ボクサー） - サン＝ドニ
- ジャン＝クリストフ・バエベック（サッカー選手） - サン＝ドニ
- リチャード・クレイダーマン（ピアニスト） - ロマンヴィル
- ヴィルジニー・ルドワイヤン（女優） - オーベルヴィリエ
- エロディ・ブシェーズ（女優） - モントルイユ
- シャルル・エミール・レイノー（発明家） - モントルイユ
- ディディエ・ドーラ（パイロット） - モントルイユ
- オリヴィエ・ダクール（サッカー選手） - モントルイユ
- リオネル・マティス（サッカー選手） - モントルイユ
- ジャメル・アブドゥン（サッカー選手） - モントルイユ
- アルー・ディアッラ（サッカー選手） - ヴィルパント
- サイード・タグマウイ（男優） - ヴィルパント
- ママドゥ・サマサ（サッカー選手） - モンフェルメイユ
- セルジュ・ガクペ（サッカー選手） - ボンディ
- スナイパー（ヒップホップ・グループ）
- NTM（ヒップホップ・グループ）

## 関連作品
- 彼女について私が知っている二、三の事柄 - 1966年のジャン＝リュック・ゴダール監督によるフランス・イタリア合作映画。ラ・クールヌーヴで撮影が行われた。
- 憎しみ - 1995年のマチュー・カソヴィッツ監督によるフランス映画。バンリューを舞台に人種差別を扱っている。
- アルティメット (映画) - 2004年のピエール・モレル監督によるフランス映画。原題である「バンリュー13（Banlieue 13）」は、セーヌ＝サン＝ドニ県（県番号93 (4×20+13): quatre-vingt treize）を暗示してる。
- パリのちいさなオーケストラ - 2022年のマリー＝カスティーユ・マンシヨン＝シャール監督によるフランス映画。